# Chris Holmes
Chris Holmes (Glendale, 23 de junho de 1958) é um guitarrista e compositor americano que, ao lado de  Blackie Lawless, fundou a banda de rock W.A.S.P. em 1982.

## Equipamento
Os modelos de guitarra usados por Chris são os seguintes:
- - Jackson (Charvel) Customparts Star (Yellow, completely beaten-up)
  - Jackson Custom Star (Bloodsplatter)
  - Jackson Custom Rhoads (Black with white bevels)
  - Jackson Custom Rhoads (White, later sent back to customshop, wing cut, slimmer neck and zebra/lion graphic added). Sold on eBay, currently residing in Finland.
  - Jackson Custom Star (Black with Harley Davidson graphic and yellow bevels) Sold on eBay.
  - Fender Stratocaster (Red w. White pickguard) seen once on a TV Show.
  - Jackson Custom Star (Budweiser graphic and reverse Strathead-neck) Smashed by Lita Ford.
  - Jackson Flying V (Natural).
  - Jackson Custom Explorer (Headless Children graphic).
  - Gibson Flying V (Black w. White pickguard).
  - Destroyer (Black)
  - Amfisound Custom
  - Ibanez Destroyer (Red)[1]